# 양승학 (1984년)
양승학(梁承鶴, 1984년 1월 20일 ~ )은 전 KBO 리그 한화 이글스의 선수이다.

## 출신학교
- 서울수유초등학교
- 공주중학교
- 천안북일고등학교

## 고등학교 시절
서울수유초등학교와 공주중학교를 거쳐 북일고등학교에 입학한다. 북일고등학교 재학 중이던 2000년 박찬호 야구 장학금 수여 대상자로 선정된다. 2002년 황금사자기 전국고교야구대회 결승전에서 홈런을 치는 등 김창훈, 안영명 선수와 함께 팀을 우승으로 이끈다. 이후 봉황대기와 전국체전 등 팀을 4관왕으로 이끈 공로를 인정받아 교육인적자원부가 선정한 '21세기 우수 인재상'을 수상하게 되었다.

## 프로 야구 선수 시절

### SK 와이번스
2003년 SK 와이번스의 2차 2순위 지명을 받아 입단하였다. 입단 후 주로 외야수로 활동하였으나 기회를 잡지 못해 주로 2군에서 머물렀고, 투수로 전향했지만 부상을 입었다. 2008 시즌이 끝나고 SK에서 방출되었다.

### 한화 이글스
SK에서 방출된 뒤 연고 팀 한화 이글스와 신고선수로 입단 계약을 맺는다. 2009년 6월 23일 처음으로 1군에 등록되어 대구 원정 경기에 합류하였다.
8월 1일 청주 롯데전에서 선발 우익수로 출전하여 4회말 프로 첫 홈런인 중월 2점 홈런을 기록하였다. 1군 44경기에 출장하여 2할 6푼 7리 4홈런 12타점 12득점을 기록, 한화에서 재기의 의지를 보였지만 무릎 부상으로 시즌 후 한화의 보류선수 명단에서 제외되었다. 이후 온양중학교 야구부 코치를 맡았다가 2011년 4월 서울 해치에 합류하여 재기를 노렸지만 그 해를 마지막으로 팀이 간사이 독립 리그에서 탈퇴하여 해치에서의 활동도 끝났다.

## 통산 기록
| 년도 | 팀    | 타율  | 경기수 | 타수 | 안타 | 2루타 | 3루타 | 홈런 | 타점 | 득점 | 도루 | 도루 실패 | 4사구 | 삼진 | 병살타 | 희생타 | 장타율 |
| ---- | ----- | ----- | ------ | ---- | ---- | ----- | ----- | ---- | ---- | ---- | ---- | --------- | ----- | ---- | ------ | ------ | ------ |
| 2004 | SK    | 0.000 | 2      | 2    | 0    | 0     | 0     | 0    | 0    | 0    | 0    | 0         | 0     | 1    | 0      | 0      | 0.000  |
| 2006 | SK    | 0.000 | 1      | 1    | 0    | 0     | 0     | 0    | 0    | 0    | 0    | 0         | 0     | 1    | 0      | 0      | 0.000  |
| 통산 | 2시즌 | 0.000 | 3      | 3    | 0    | 0     | 0     | 0    | 0    | 0    | 0    | 0         | 0     | 2    | 0      | 0      | 0.000  |